# Colin Glesner
Colin Glesner est un handballeur belge né le 28 juin 1994. Il évolue au poste d'ailier droit au United HC Tongeren. Il porte le numéro 34.

## Carrière
Colin commence le handball au ROC Flémalle, tout comme son frère Florian, il suit le matricule à Herstal, lors de la fusion entre le VOO HC Herstal et le ROC Flémalle et joue donc deux saisons avec le club issu de cette fusion, le VOO HC Herstal-Flémalle ROC.
En 2011, il est transféré, tout comme son frère, au United HC Tongeren et remporte le Championnat de Belgique junior devant la Jeunesse Jemeppe.
Depuis, il joue avec l'équipe première du United HC Tongeren.

## Vie privée
Colin est né le 28 juin 1994 à Liège, il a également un frère Florian Glesner évoluant au HC Visé BM.

## Palmarès
- Champion de Belgique Division 1 de handball (2012)